# Raeford
Raeford este un oraș și reședința comitatului Hoke, statul Carolina de Nord din Statele Unite ale Americii.